# VB Energi

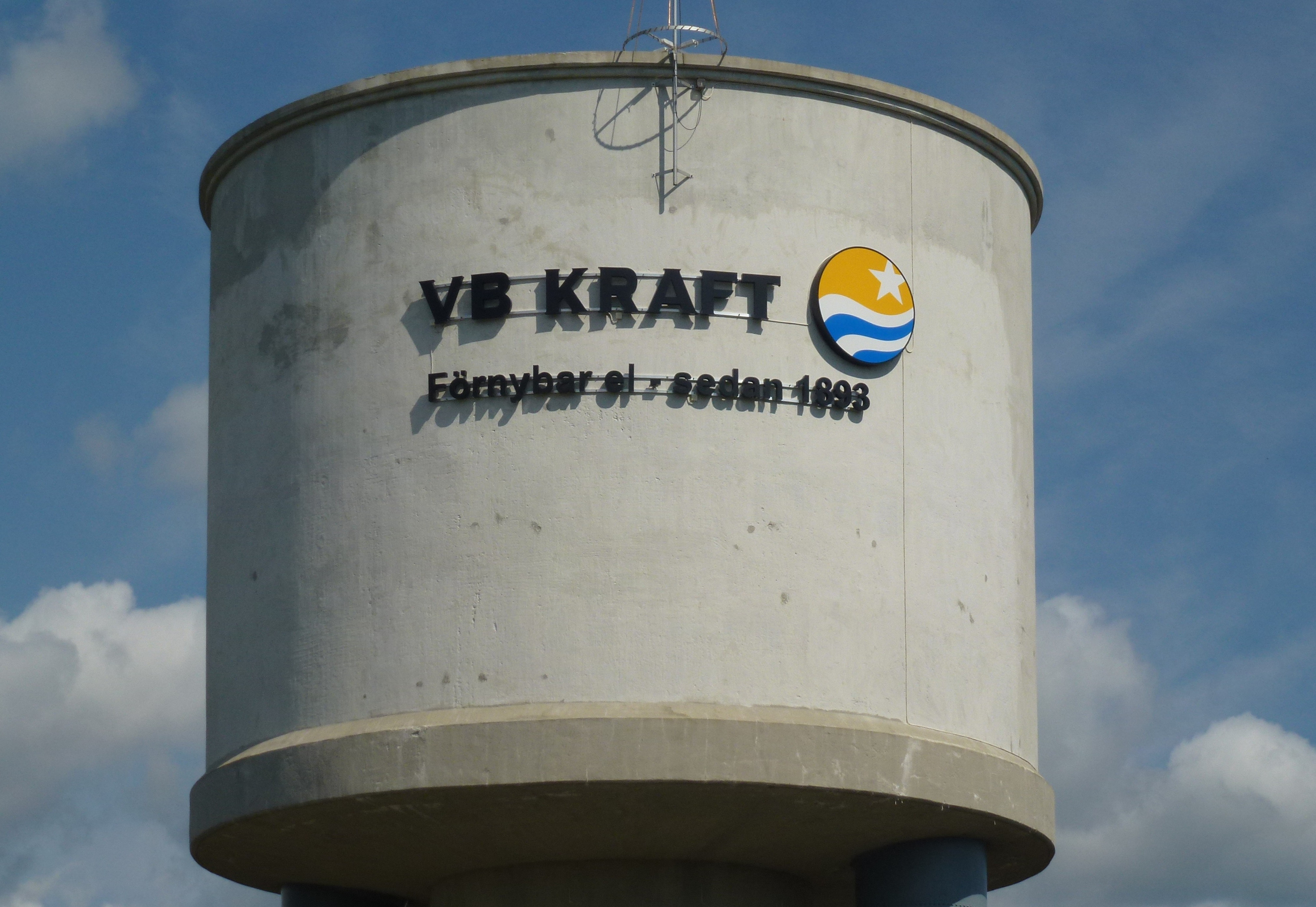
VB Kraft, svalltornet vid Lernbo kraftstation.

VB Energi (Västerbergslagens Energi AB) är ett elkraft- och fjärrvärmeproducerande energibolag med säte i Ludvika och Fagersta. VB Energi bildades 1983 och samägs av Vattenfall (50,6%), Ludvika kommun (28,6%) och Fagersta kommun (20,8%). Huvudkontoret ligger i Ludvika.

## Historik
Företaget har sina rötter in Vesterdalelfvens Kraft AB, som bildades 1907 och ägdes av Grängesbergsbolaget och Stora Kopparbergs Bergslags AB. År 1970 ombildades gruvbolagets verksamhet till Gränges Kraft, samtidigt förvärvades ett antal kraftstationer i Ludvika med omnejd. Den äldsta stationen är Hellsjöns kraftstation som invigdes redan 1893 och stod då bakom världens första kommersiella kraftöverföring med trefas växelström. Överföringens längd mellan stationen och Grängesbergs gruvor var 15 km.
År 1982 övertogs verksamheten i Ludvika av Vattenfall, dessutom inleddes ett samarbete mellan Vattenfall och verksamheten i Fagersta. VB Energi bildades  1983 genom en sammanslagning mellan kommunägda Ludvika Elverk och Gränges kraft. Fram till den 30 juni 1999 ägdes företaget av Vattenfall och Ludvika kommun, därefter anslöts även Fagersta Energi. Västerbergslagens Kraft AB ägs av Vattenfall AB och av Ludvika kommun.

## Verksamhet
Företaget består av olika verksamhetsområden:  VB Elförsörjning, VB Elnät, VB Elförsäljning och VB Kraft. Från och med juli 2007 är VB Energi gemensamt namn och varumärke för alla delarna i företaget. VB Energi producerar årligen 75 miljoner kWh elkraft i sina 11 kraftstationer i Arbogaån och Kolbäcksån.

## Bilder, kraftstationer i urval

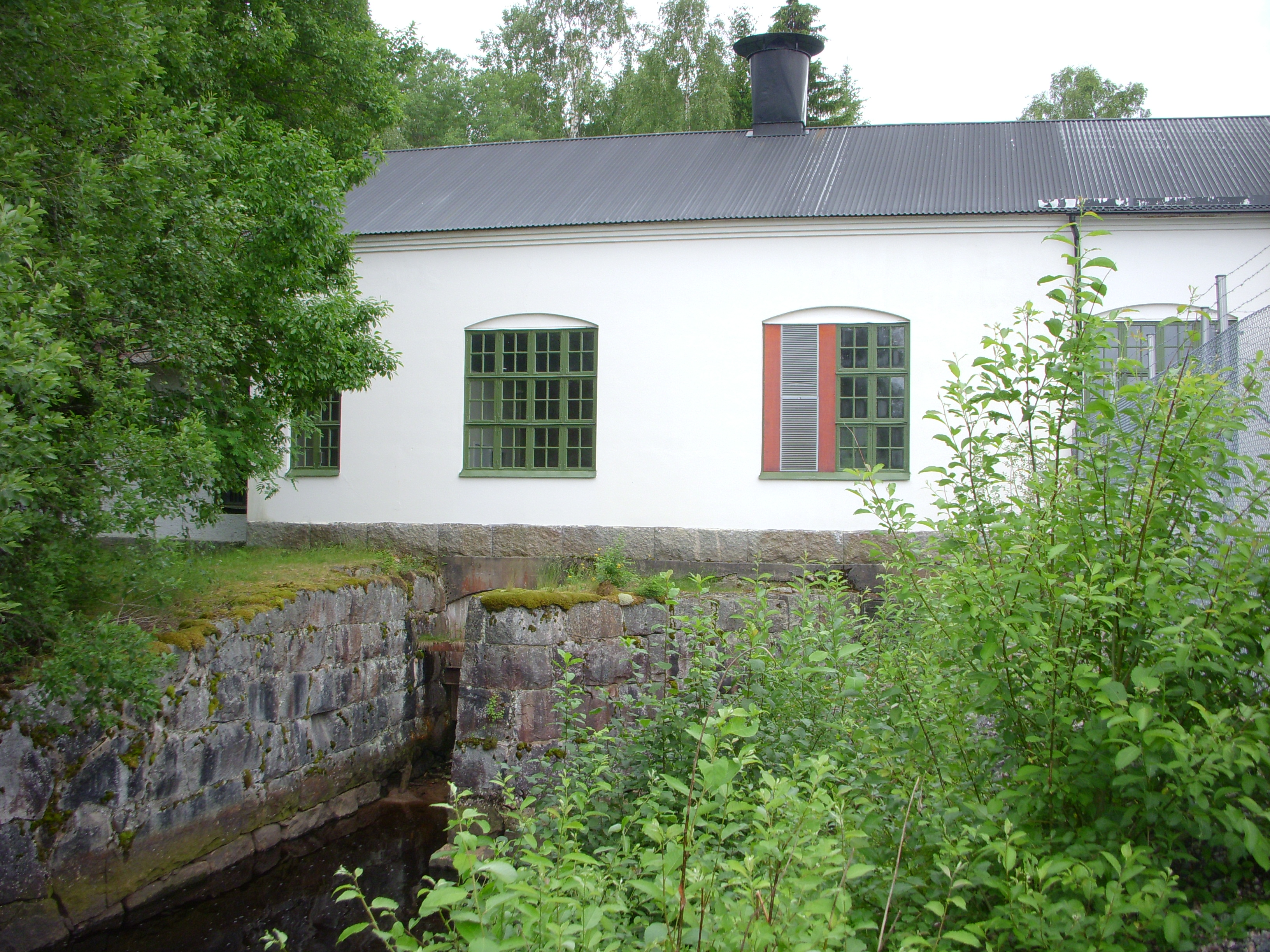
Hellsjöns kraftstation
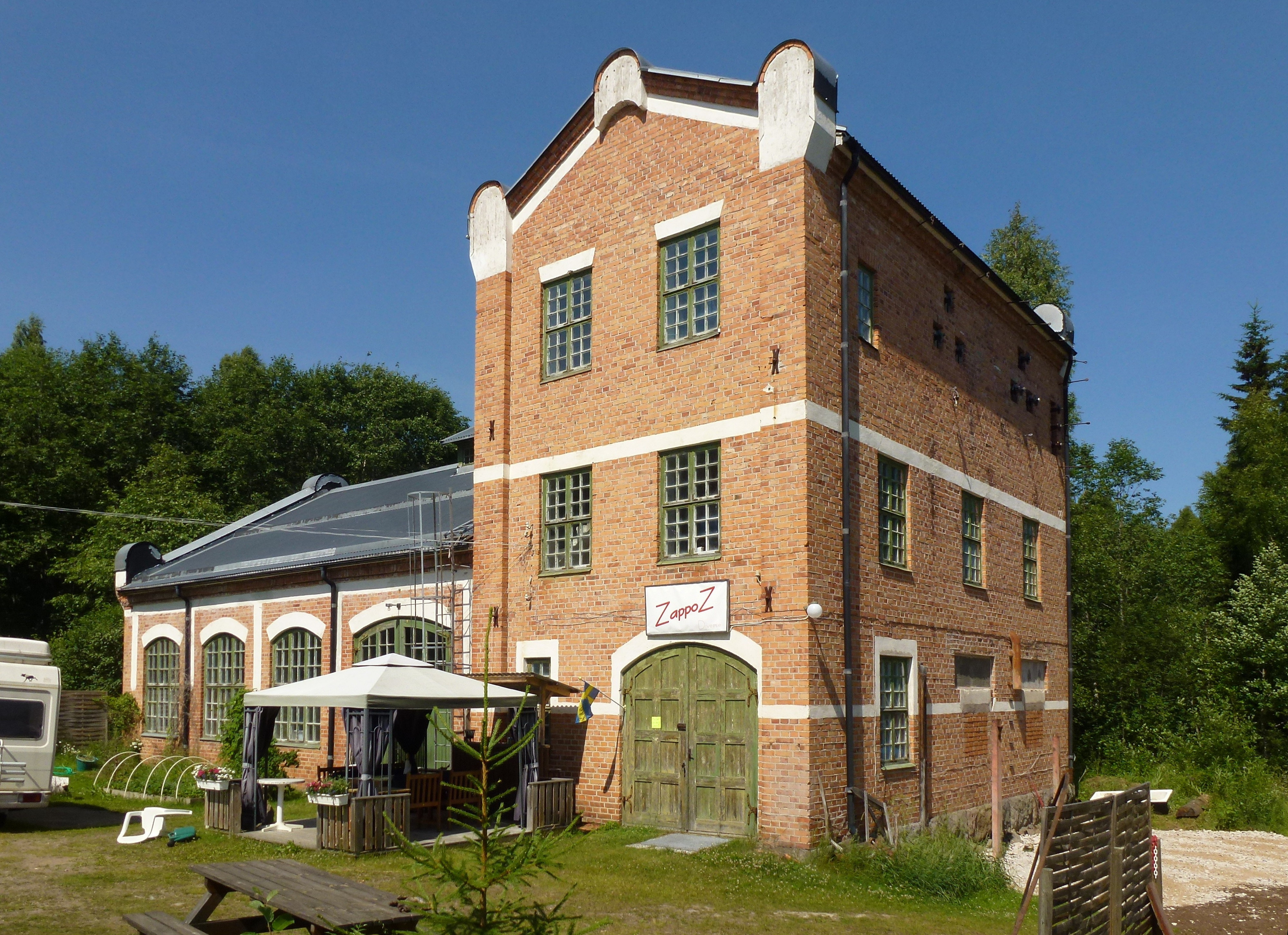
Loforsens kraftstation (gamla verket ej i drift längre)
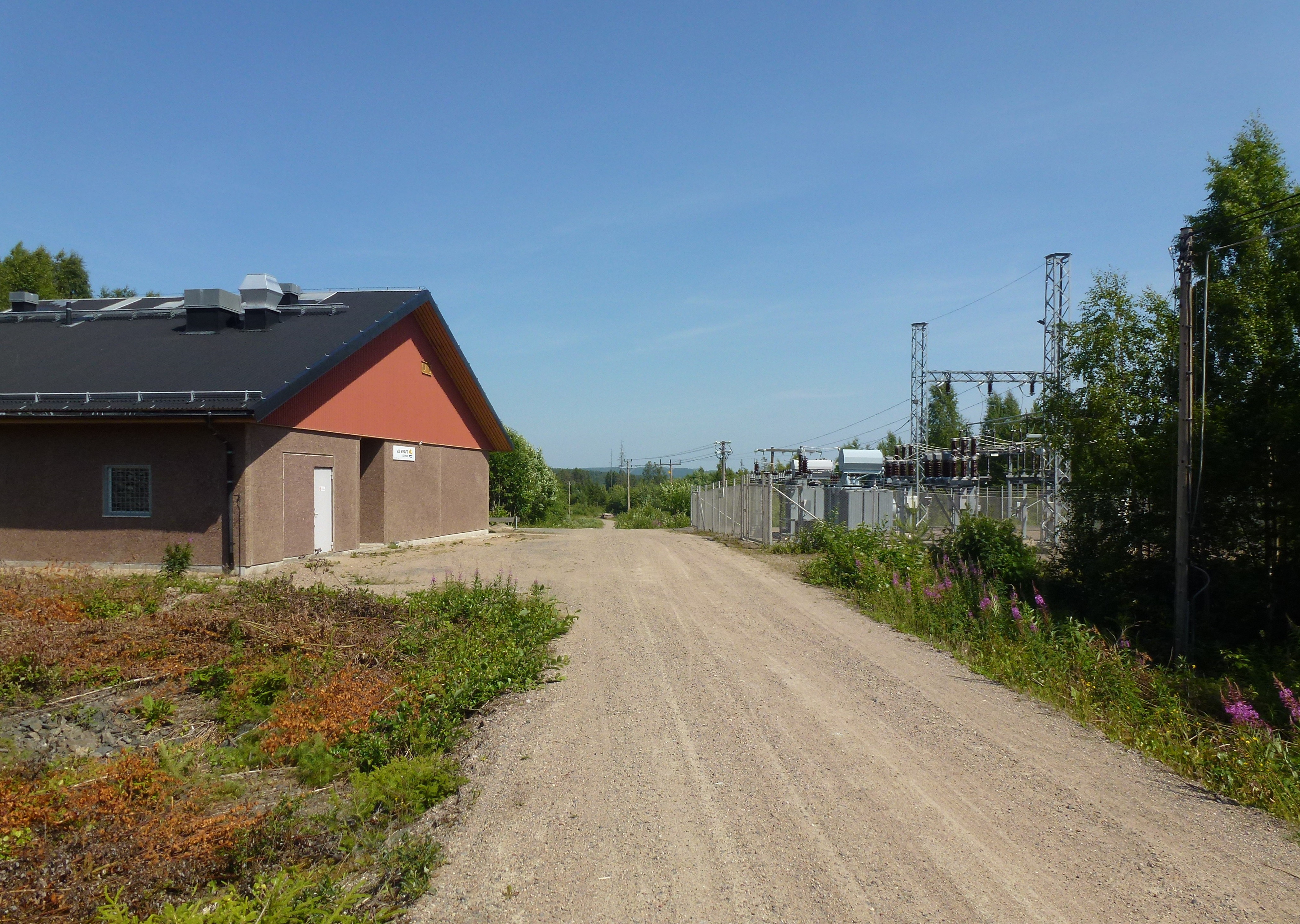
Loforsens kraftstation (nya verket ligger i berg)
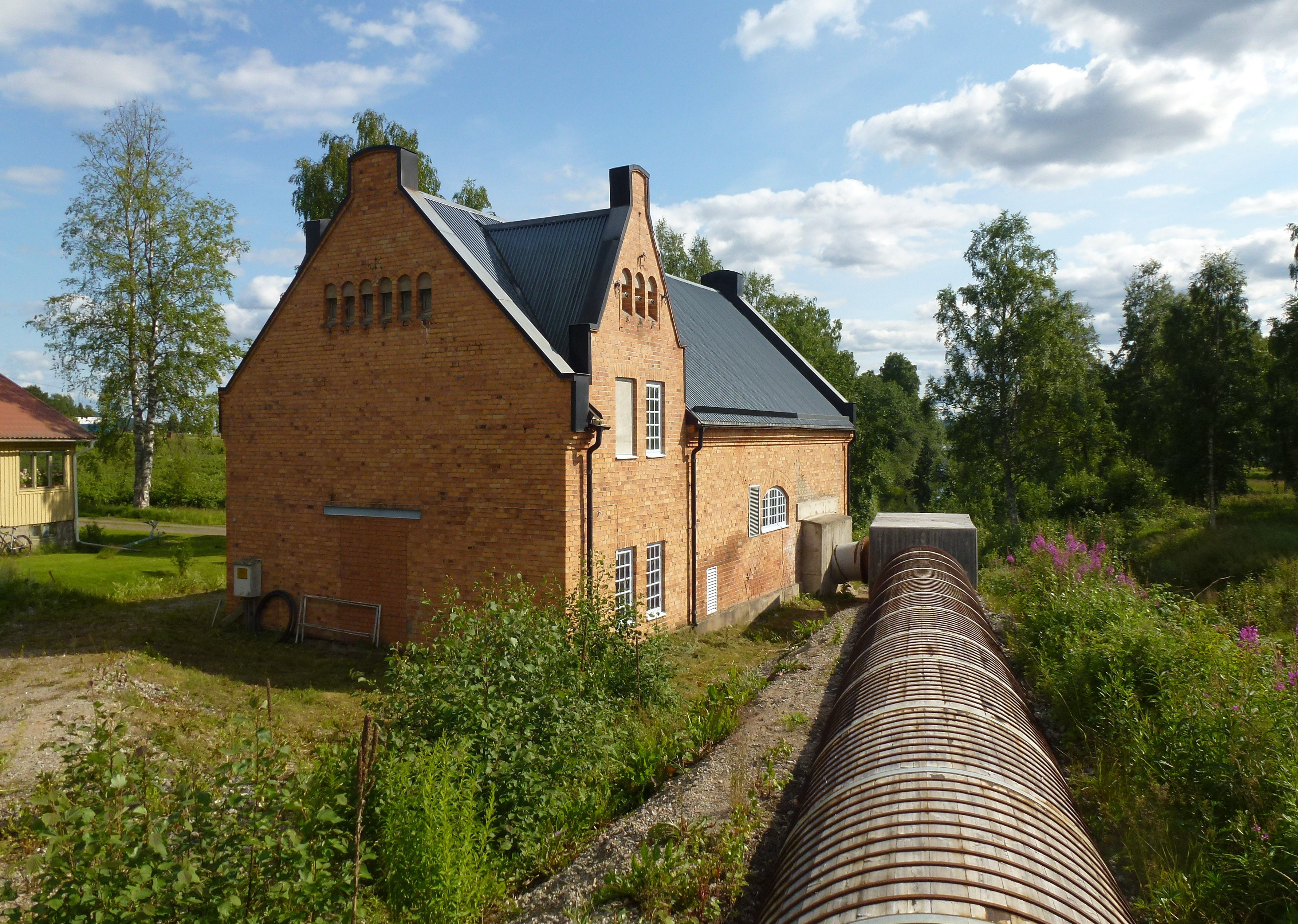
Nyhammars kraftstation
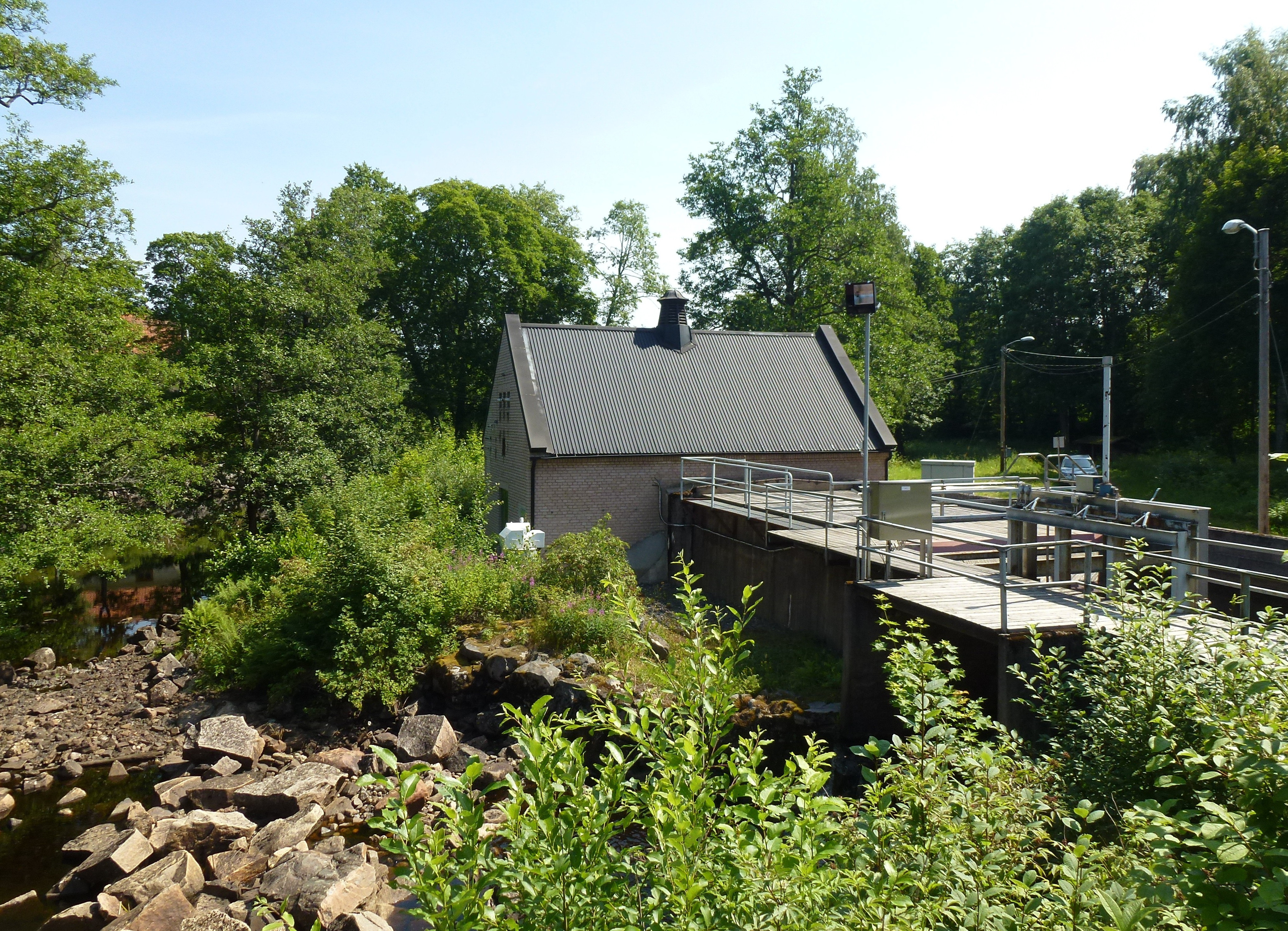
Sunnansjö kraftstation
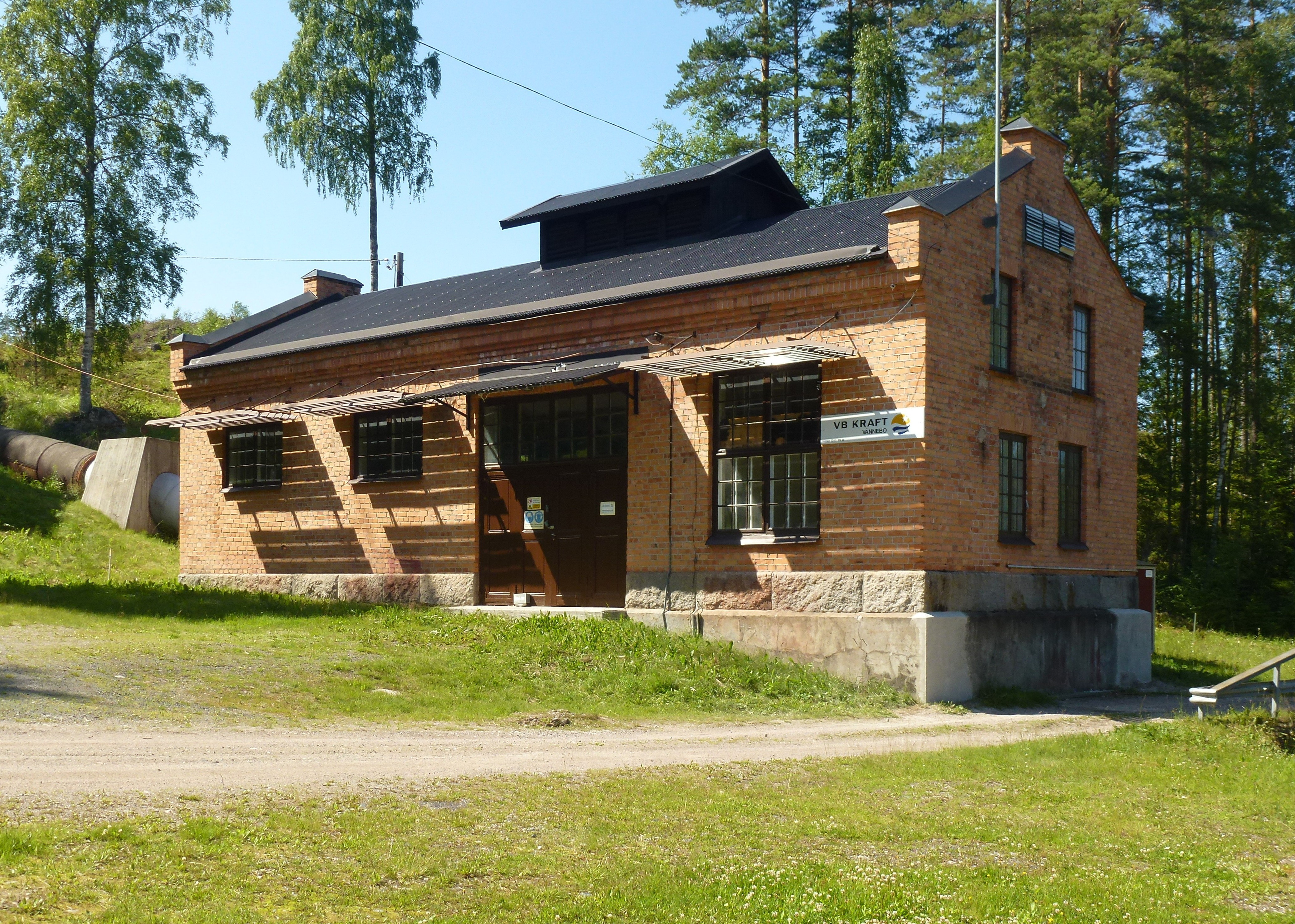
Vännebo kraftstation
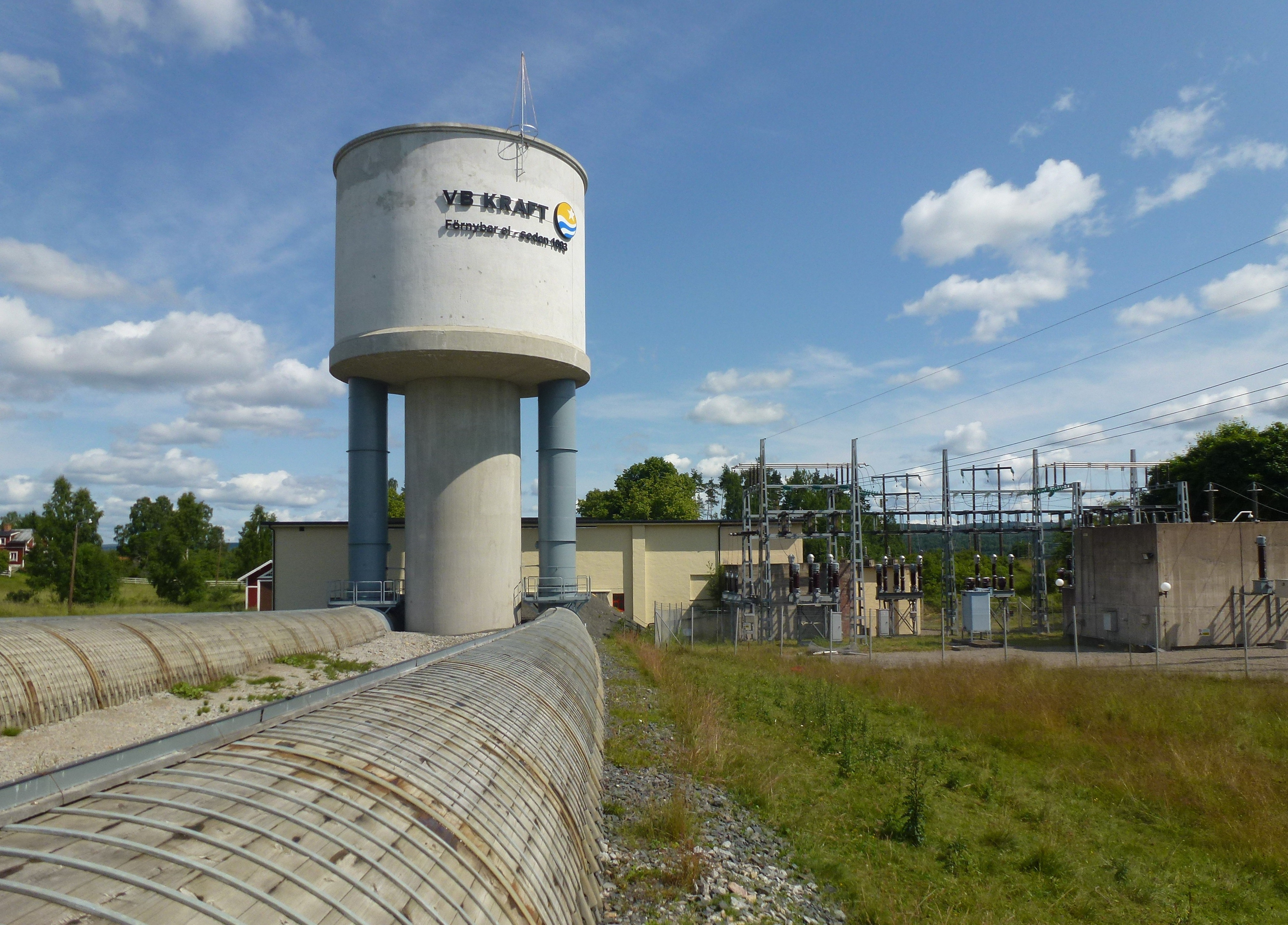
Lernbo kraftstation
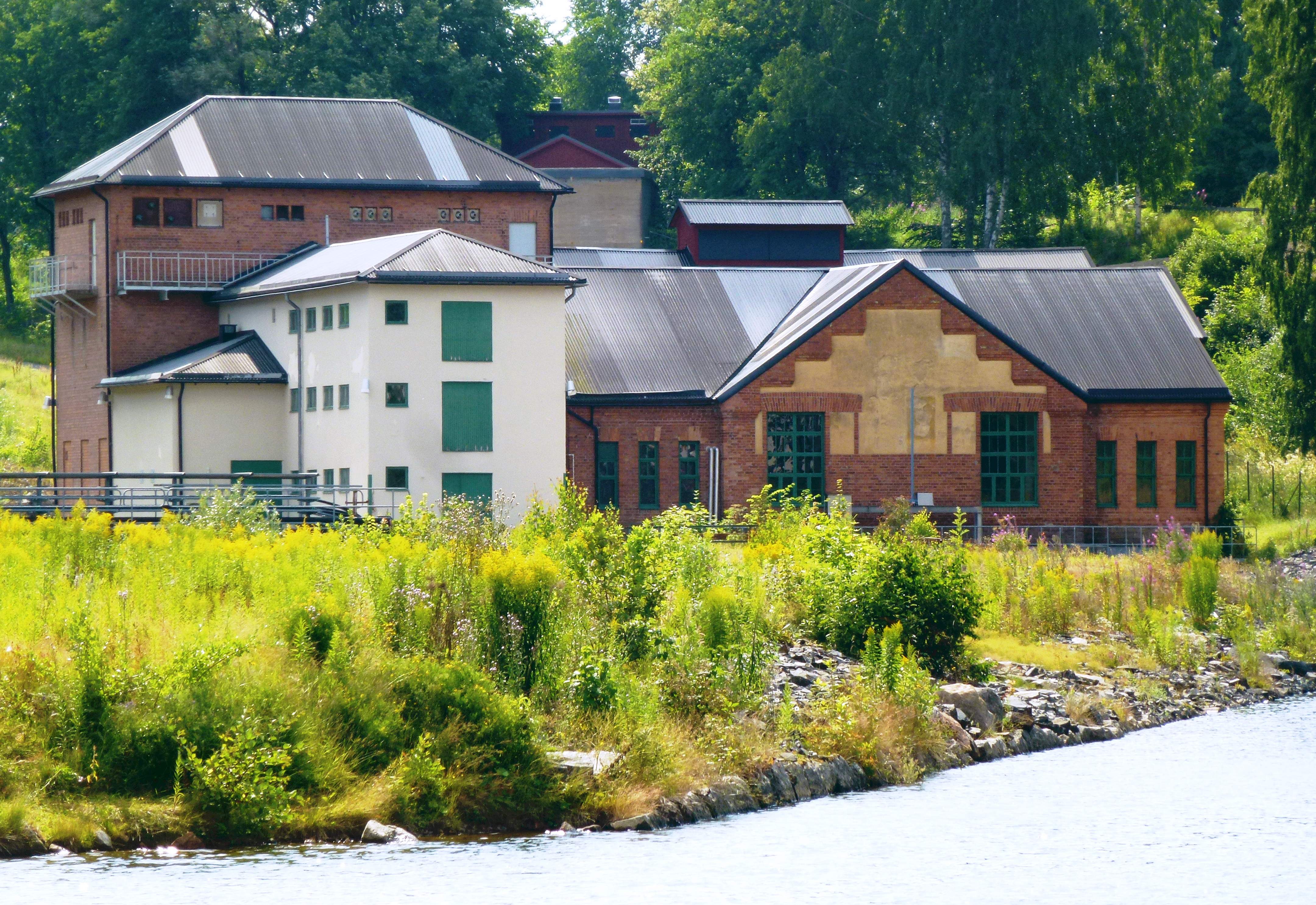
Ludvika kraftstation

## Vattenkraftverk i urval
- Hellsjöns kraftstation (invigd 1893), normal årsproduktion 2000 MWh
- Lernbo kraftstation (invigd 1899),  normal årsproduktion 22 200 MWh
- Loforsens kraftstation (invigd 1912), normal årsproduktion 18 000 MWh
- Ludvika kraftstation (invigd 1902), normal årsproduktion 10 800 MWh
- Nyhammars kraftstation (invigd 1914), normal årsproduktion 3100 MWh
- Sunnansjö kraftstation (invigd 1917), normal årsproduktion 600 MWh
- Vännebo kraftstation (invigd 1915), normal årsproduktion 4000 MWh